# Alfred Enoch

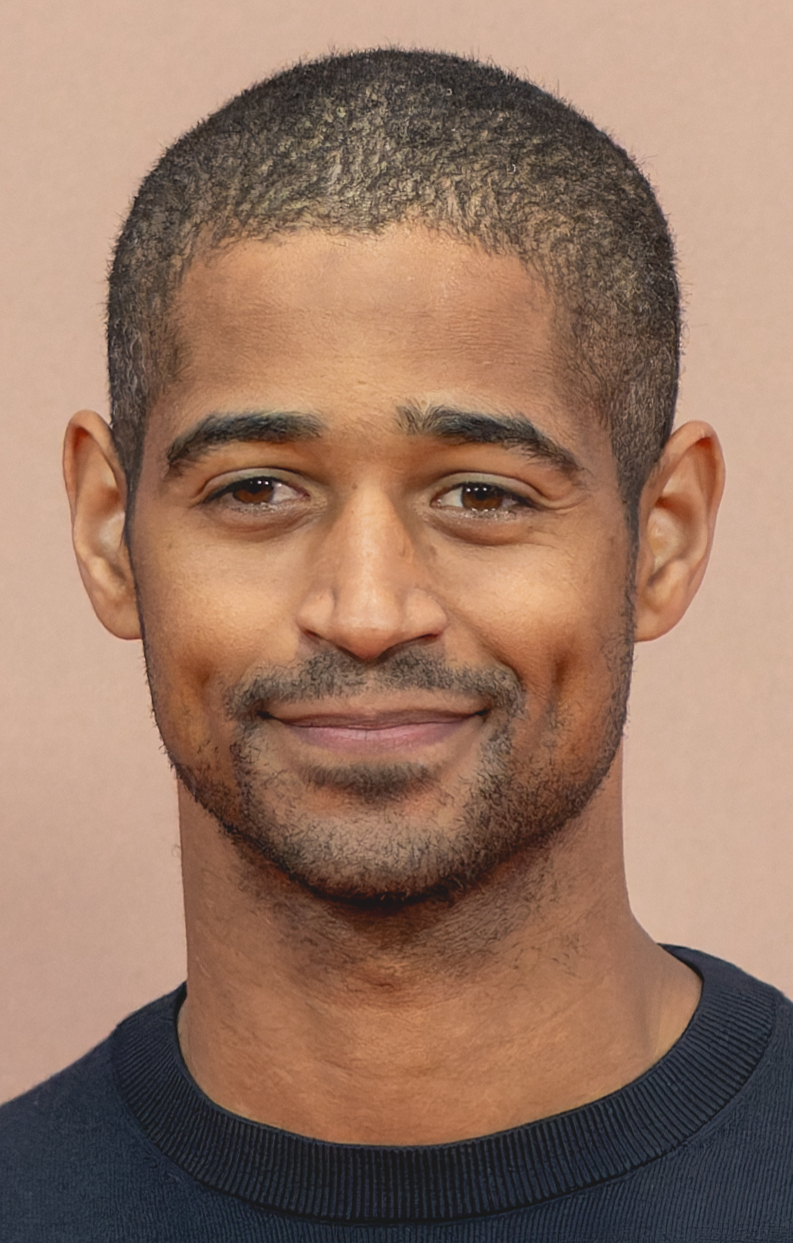
Alfred Enoch (2024)

Alfred Enoch, auch Alfie Enoch, (* 2. Dezember 1988 in London, England) ist ein britischer Schauspieler.

## Leben
Alfred Enoch ist Sohn des britischen Schauspielers William Russell (1924–2024) und dessen zweiter Ehefrau Etheline Margareth Lewis. Er besuchte zunächst die Westminster School und machte danach am Queen’s College in Oxford einen Abschluss in Portugiesisch und Spanisch.
Seine erste Rolle spielte er als Dean Thomas in den Verfilmungen der Harry-Potter-Romane. Nach dem ersten Teil war Enoch weiterhin als Dean in den fünf folgenden Filmen sowie im letzten Teil zu sehen. Von September 2014 bis Februar 2017 war er in der Rolle des Wes Gibbins in der ABC-Fernsehserie How to Get Away with Murder zu sehen.
2018 spielte Enoch mit Alfred Molina in dem preisgekrönten Zwei-Mann-Theaterstück Red von John Logan im  Wyndham’s Theatre im Londoner West End.

## Filmografie (Auswahl)

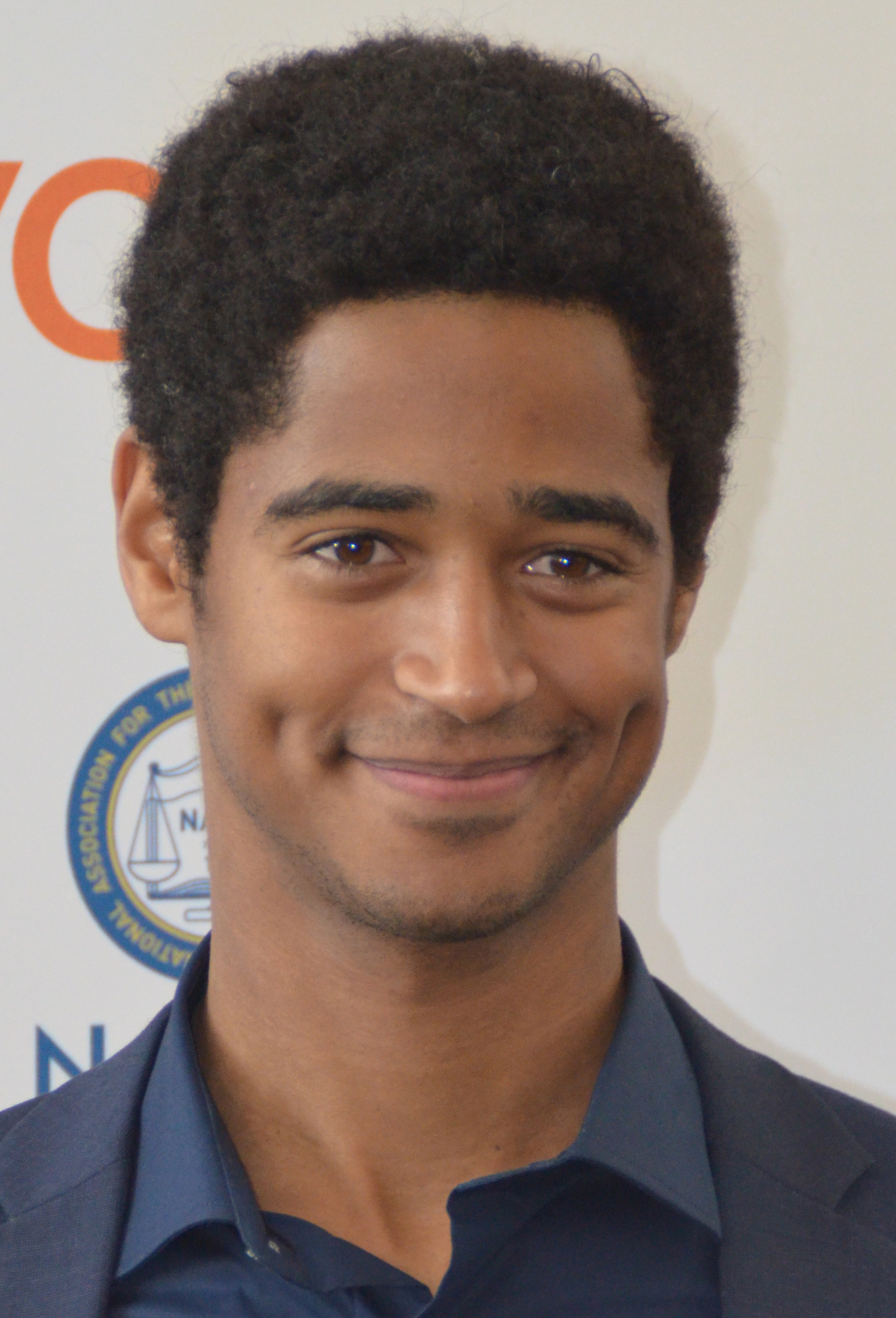
Alfred Enoch (2014)

- 2001: Harry Potter und der Stein der Weisen (Harry Potter and the Philosopher's Stone)
- 2002: Harry Potter und die Kammer des Schreckens (Harry Potter and the Chamber of Secrets)
- 2004: Harry Potter und der Gefangene von Askaban (Harry Potter and Prisoner of Azkaban)
- 2005: Harry Potter und der Feuerkelch (Harry Potter and the Goblet of Fire)
- 2007: Harry Potter und der Orden des Phönix (Harry Potter and the Order of the Phoenix)
- 2009: Harry Potter und der Halbblutprinz (Harry Potter and the Half-Blood Prince)
- 2011: Harry Potter und die Heiligtümer des Todes – Teil 2 (Harry Potter and the Deathly Hallows: Part 2)
- 2012, 2014: National Theatre Live (Fernsehserie, 2 Folgen)
- 2013: Broadchurch (Fernsehserie, Episode 1x01)
- 2013: Mount Pleasant (Fernsehserie, Episode 3x07)
- 2014: Sherlock: Im Zeichen der Drei (The Sign of Three, Fernsehfilm)
- 2014–2020: How to Get Away with Murder (Fernsehserie, 50 Episoden)
- 2018: Troja – Untergang einer Stadt (Troy: Fall of a City, Fernsehserie, 8 Episoden)
- 2018: Red
- 2019: Verrate mich nicht (Trust Me, Miniserie, 2 Folgen)
- 2020: Tiger (Tigers)
- 2020: Executive Order (Medida Provisória)
- seit 2021: Foundation (Fernsehserie)
- 2022: Harry Potter 20th Anniversary: Return to Hogwarts (Dokumentarfilm)
- 2023: The Critic
- 2025: Miss Austen (Miniserie)

## Theaterproduktionen
- 2012: Timon of Athens[1] (Shakespeare, National Theatre, London)
- 2013: Antigone (Sophokles, National Theatre, London)
- 2014: Coriolanus[2] (Shakespeare, National Theatre, London)
- 2018: Red (John Logan, Wyndham’s Theatre, London)
- 2019: Tree (Idris Elba & Kwame Kwei-Armah, Young Vic / Manchester International Festival)
- 2021: Romeo and Juliet (Shakespeare, Globe Theater, London)[3]